# Uttam Kumar
Uttam Kumar, nato Arun Kumar Chatterjee (Calcutta, 3 settembre 1926 – Calcutta, 24 luglio 1980), è stato un attore, regista, produttore cinematografico e cantante indiano. Kumar è ampiamente considerato uno degli attori più popolari e amati di sempre in India. Durante la sua carriera ha ottenuto un successo commerciale e critico tale da renderlo una vera e propria icona nel panorama culturale indiano. Considerato la star più popolare del cinema bengalese, comunemente conosciuto come Mahanayak, Kumar è riuscito a conquistare un vasto seguito di fan, principalmente nelle regioni del Bengala Occidentale, dell'India e del Bangladesh. Ha ricevuto numerosi premi nel corso della sua vita, incluso il National Film Award come miglior attore. Una stazione della metropolitana di Calcutta è stata ribattezzata in suo onore.

## Biografia
Uttam Kumar nasce a Calcutta, nel quartiere di Ahiritola, nella casa di uno zio materno, e ha vissuto in Girish Mukherjee Road, Bhowanipore. Dopo gli studi alla South Suburban School, frequenta gli studi superiori al Goenka College of Commerce and Business Administration, un college affiliato all'Università di Calcutta. Non riuscendo a completare gli studi, inizia a lavorare presso il porto di Calcutta come impiegato. Durante questo periodo recita in gruppi teatrali amatoriali. La sua famiglia estesa aveva un proprio gruppo teatrale, il Suhrid Samaj, che organizzava molti spettacoli amatoriali. Kumar aveva l'abitudine di bere vino francese ogni giorno, come suggerito dal suo medico, e di curare il suo aspetto. Nel 1948, Uttam Kumar sposa Gauri Chatterjee, con la quale rimane fino alla morte; inoltre, è stato legato a Supriya Devi.

### Carriera
Uttam appare per la prima volta sui grandi schermi con il film Drishtidan (Il dono della vista, 1948), diretto da Nitin Bose, sebbene avesse già lavorato in un film inedito precedente chiamato Mayador (Embrace of Affection, 1947). Recitò in circa 4-5 film, cambiando costantemente nome (Arun Chatterjee, Arun Kumar, Uttam Chatterjee e infine Uttam Kumar). Tutte le pellicole si rivelarono flop commerciali, cosa che gli valse il soprannome di "gran maestro del flop". Prese seriamente in considerazione l'idea di abbandonare il mondo del cinema e di iniziare a lavorare nel porto di Calcutta. Ma sua moglie, Gauri Chatterjee, gli disse che sarebbe stato meglio non fare qualcosa che non fosse in sintonia con il suo cuore. In seguito, ottenne un contratto di tre anni da M.P. Studios, studi cinematografici che produssero il film Basu Paribar, grazie al quale Kumar divenne finalmente noto. Con il lungometraggio Agni Pariksha (1954) ebbe inizio il mito della coppia di Uttam Kumar e Suchitra Sen, anche se i due avevano già lavorato insieme l'anno precedente, nel film Sharey Chuattor (1953). 

Uttam Kumar è stato il primo vincitore in assoluto del National Film Award come miglior attore per le sue interpretazioni in Antony Firingee e Chiriyakhana nel 1967.

Dal 1947 al 1980, Kumar recitò in 217 film, sia in bengalese che in hindi. Tuttavia, a causa del suo forte accento bengalese, i suoi lavori in lingua hindi si rivelarono piuttosto deludenti dal punto di vista commerciale. È ampiamente considerato uno dei più grandi attori della storia del cinema indiano ed è conosciuto come Mahanayak. Durante la sua carriera ha ottenuto un successo sia commerciale sia critico e rimane un’icona culturale.

### Morte
Maniaco del lavoro, si diceva che avesse dichiarato che la sua morte preferita sarebbe stata sul pavimento di uno studio, facendo ciò che amava di più: recitare. Durante le riprese di Ogo Bodhu Shundori, nel 1980, Kumar ebbe un ictus e fu ricoverato nella Clinica Belle Vue. Nonostante gli sforzi dei medici, l'attore morì il 24 luglio 1980, all'età di 53 anni. Mentre il suo cadavere attraversava le località di Bhowanipur e Keoratala Burning Ghat, il traffico a Calcutta si fermò a causa delle migliaia di persone che affollavano le strade per dare un ultimo saluto alla leggenda.

## Filmografia

### Attore
- Drishtidan, regia di Nitin Bose (1948) - Il dono della vista
- Basu Paribar, regia di Nirmal Dey (1952) - Famiglia Basu
- Sharey Chuattar, regia di Nirmal Dey (1953) - Settantaquattro e mezzo
- Agni Parikshya, regia di Agradoot (1954) - Prova del fuoco
- Nayak, regia di Satyajit Ray (1966) - Eroe o Leader
- Amanush, regia di Shakti Samanta (1975) - Bestiale

## Premi e riconoscimenti
Premi cinematografici nazionali
- 1955: riconoscimento da parte del governo indiano per Harano Sur.
- 1961: 9 ° National Film Awards - Certificato di merito per il secondo miglior lungometraggio in bengalese - Saptapadi[5]
- 1963: 11 ° National Film Awards - National Film Award per il miglior film bengalese: Uttar Falguni (come produttore)[6]
- 1968: National Film Award come miglior attore per Chiriyakhana e Antony Firingee nel 15 ° National Film Award (è stato il primo attore a ottenere questo. Lo stesso anno in cui l'attrice Nargis ha ottenuto il premio come migliore attrice per Raat Aur Din )

Premi dell'Associazione dei giornalisti cinematografici del Bengala.
- 1962: premio BFJA come miglior attore per Saptapadi. Uttam Kumar ha ricevuto il premio dal leggendario regista Debaki Bose.
- 1967: premio BFJA come miglior attore per Nayak. Ha partecipato al Festival del cinema di Berlino come ospite illustre.
- 1968: premio BFJA come miglior attore per Grihadaha.
- 1972: premio come miglior attore BFJA per Ekhane Pinjar.
- 1973: premio come miglior attore BFJA per Stree.
- 1975: premio BFJA come miglior attore per Amanush.

Altri premi
- Premio per il miglior attore dalla rivista Prosad per Stree (1973). Ha ricevuto il premio da Kanan Devi.
- Premio Filmfare per il miglior attore (nominato) Amanush (1975).
- Ha ricevuto il premio "miglior attore" MAHANAYAK per lo stesso film dal governo indiano il 25 novembre 1975. Il prezzo valeva 500000 rupie.
- Premio come miglior attore sia dalla rivista Prosad che da Sanonskritik Sanbadik Sanostha per Anand Ashram (1977).
- Premio "Evergreen" per "Anand Ashram" (1977).
- "Filmfare Special Award " per Amanush (1975).

## Commemorazione
C'è un teatro (Uttam Mancha) che porta il suo nome a Calcutta. Nell'area di Tollygunge, conosciuta come Tollywood, è stata eretta una statua a grandezza naturale vicino alla stazione della metropolitana, la quale è stata recentemente ribattezzata come l'iconico attore dal Ministero delle Ferrovie Centrali. Inoltre, Shilpi Sansad, il progetto dell'attore di salvaguardare gli artisti, specialmente i poveri e gli anziani, è ancora attivo. Per celebrare l'89º anniversario della nascita di Uttam Kumar, nel 2009 il Dipartimento delle Poste ha pubblicato una serie di nuovi francobolli postali raffiguranti l'attore. Il Dipartimento delle Poste ha anche pubblicato un opuscolo sul rilascio dei francobolli, con una nota che dice "Uttam Kumar - La leggenda del cinema indiano ". Il 19 giugno 2015 il governo indiano da vita al premio "UTTAM" per la migliore recitazione. Nel 2016, la serie televisiva "Mahanayak", basata sulla sua vita, è stata trasmessa in televisione.

## Famiglia
Kumar era il maggiore dei tre figli (Arun, Barun e Tarun) di Satkari Chatterjee e Chapala Debi. Il più giovane, il cui nome cinematografico era Tarun Kumar, ha recitato in diversi film bengalesi, diventando un attore di notevole fama, sullo schermo e sul palco. Uttam e Tarun hanno recitato insieme in Saptapadi, Sonar Harin, Maya Mriga, Sesh Anka, Deya Neya, Jeeban-Mrityu, Dhanyi Meye, Mon Niye, Sanyasi Raja, Kamal lata e Agniswar. Anche suo nipote Gaurav Chatterjee è un attore. Pulak Bandyopadhyay, noto paroliere, era suo zio.  L'attore Rajesh Khanna una volta disse di Kumar: "È l'ambasciatore perfetto del cinema indiano. Nessuno porta la cultura indiana in un Kurta e Dhoti come lui ".